# Sun Ra
Sun Ra, właśc. Herman Poole Blount (ur. 22 maja 1914 w Birmingham, zm. 30 maja 1993 tamże) – amerykański kompozytor jazzowy, pianista, bandlider, poeta i filozof, znany z oryginalnych koncepcji i występów w swoim zespole, The Arkestra. Laureat NEA Jazz Masters Award 1982.
„Ze wszystkich muzyków jazzowych, Sun Ra był prawdopodobnie najbardziej kontrowersyjny” – napisał krytyk Scott Yanow, odwołując się do nieortodoksyjnego stylu życia i eklektycznej muzyki klawiszowca. Sun Ra nigdy nie osiągnął wielkiego sukcesu komercyjnego, ale dzięki częstym koncertom, zmieniającym się od występów solo do 30-osobowych zespołów, zyskał swoje miejsce w prawie każdym elemencie historii jazzu – od ragtime'u i swingu do bebopu i free jazzu.

## Dyskografia
Dyskografia Ra jest jedną z największych w historii muzyki, klawiszowiec nagrał bowiem ponad sto albumów studyjnych. W XXI wieku większość z nich jest już niedostępna, bądź bardzo trudna do znalezienia. Założona przez Sun Ra wytwórnia El Saturn Records wydawała zwykle po 75 egzemplarzy analogowych nagrań każdego albumu, które sprzedawane były na koncertach. Wczesne albumy nagrywane były przez muzyka w jego własnym domu.
Spośród ogromnego materiału nagraniowego, najbardziej przystępnymi albumami Suna Ra są zdaniem krytyków:
- Atlantis
- Jazz In Silhouette
- Space Is the Place
- The Magic City
- Super-Sonic Jazz
- Interstellar Low Ways
- Lanquidity
- The Nubians of Plutonia
- Secrets of the Sun
- The Heliocentric Worlds of Sun Ra
- Mayan Temples
- Cosmic Tones for Mental Therapy

Nagrania te (poza Secrets of the Sun) stały się dostępne na płytach CD.